# Monethe leucobalia
Monethe leucobalia är en fjärilsart som beskrevs av Hans Ferdinand Emil Julius Stichel 1910. Monethe leucobalia ingår i släktet Monethe och familjen Riodinidae. Inga underarter finns listade i Catalogue of Life.